# Rețea de cartier
Ideea de rețea de cartier a apărut odată cu accesul la internet de viteză mare în România și s-a dezvoltat rapid, astăzi figurând câteva sute de rețele în București și câteva mii în toată România. În practică, aceștia sunt micro-ISP, întreprinderi mici și mijlocii dedicate asigurării serviciilor de internet către utilizatori casnici.

## Istoric
Rețelele de bloc au apărut la sfârșitul anilor '90, ca urmare a nevoii de acces la Internet. Singurele posibilități de conectare în acea perioadă erau dial-up-ul, la costuri extrem de mari, și viteze mici, din cauza infrastructurii proaste, respectiv liniile închiriate la prețuri foarte mari. Astfel, grupuri de utilizatori dornici închiriau o astfel de linie și împărțeau costurile și viteza acesteia, construind o "rețea". Aceste rețele s-au dezvoltat, extinzându-se, cele mari ajungând să le cumpere sau elimine pe cele mici de pe piață. 
Concurența a devenit atât de acerbă încât rețelele au considerat mai avantajoasă construirea de rețele individuale fizice împărțirii acestora cu alte companii - astfel apărând zeci de fibre optice pe stâlpii din orașele mari. Vitezele oferite au crescut odată cu apariția serviciilor de fibră optică, ca și numărul de abonați - rețelele mici devenind rețele mari, cu mii sau zeci de mii de utilizatori. Rețelele informale, construite în blocuri în moduri similare Lan Party-urilor au evoluat spre firme cu capital de sute de mii de euro - unele evoluând spre statut de provider mijlociu sau mare.
De menționat este faptul că în nu mai puțin de 3 ani, rețelele de cartier au luat o amploare demnă de invidiat. Unii o numesc "fenomen". Alții o consideră o amenințare la adresa companiilor mari, acestea din urmă nemaiavând cereri pentru ofertele cu costuri ridicate. 
Apariția unei concurențe acerbe pe piața ISP din România, mai ales începând cu 2004-2005, ducând la scăderea prețului la ofertele de internet prin cablu TV sau DSL, odată cu creșterea vitezei de Internet (de la 128 kbps în 2004 la 2-6 Mbps în 2006)
dar și cumpărarea de către furnizorii mari ai rețelelor de cartier pot, însă, pune în pericol acest fenomen.

## Caracteristici
Rețelele de bloc și cartier folosesc o infrastructură pe cablu UTP pentru asigurarea conexiunii la client (last node). Mai departe, de la switchul local (care este de obicei dedicat unei scări de bloc, sau, în cazuri de cerere ridicată, unui palier) se utilizează o infrastructură FTP/STP până la nodul central. Nodul central este, în general, un server sau router care asigură conexiunea la internet.
O rețea mică poate avea o singură conexiune prin fibră optică sau DSL la un provider mai mare, pe când o rețea întinsă poate folosi conexiuni de fibră optică dedicate, cu canal garantat, la mai mulți provideri, pentru stabilitate și redundanță. În plus, rețelele mari (cu peste câteva sute de abonați) înlocuiesc magistralele de cablu cu rețele proprii de fibră optică, pentru a asigura viteze rezonabile abonaților. Practic, în foarte multe cazuri, rețelele de cartier sunt o formă mai puțin organizată de sistem FTTB.
În plus, multe rețele de bloc asigură și alte facilități abonaților - servere dedicate pentru jocuri on-line populare (precum Counterstrike, Warcraft etc.), servere de chat, servere de file sharing (în general prin protocolul Direct Connect), căsuțe de e-mail, spațiu dedicat pe web etc. Alte rețele de bloc și cartier oferă și acces wireless în aria de acoperire pentru abonați.
Aproape toate ofertele rețelelor de bloc oferă trei viteze distincte pentru abonați - local (rețeaua propriu-zisă), care este de obicei 100 Mbps, metropolitan (care, în România, din lipsa unui exchange național, se referă în general doar la rețele la care s-a făcut peering direct sau exchange-uri la care rețeaua și providerii folosiți sunt abonați, în general 10-25% din resursele din România) și extern (restul datelor din România și Internet). Vitezele metropolitan și extern sunt în general propuse ca vitezele maxime posibile, nu vitezele best-effort sau vitezele garantate (spre exemplu, în majoritatea rețelelor, o ofertă care stipulează 15 Mbps extern înseamnă că viteza maximă absolută va fi de 15 Mbps, în cazul în care clientul este singurul utilizator al nodului, vitezele tipice putând fi chiar și de 10-20 ori mai mici - media de acces reală fiind în jur de 256-768 kbps).
Din punct de vedere legal, rețelele mari sunt în general societăți cu răspundere limitată sau chiar societăți pe acțiuni, înregistrate la toate forurile legale, posedând toate autorizațiile legale, rețelele mici fiind asociații informale ale abonaților, nefiind considerată necesară încheierea unor acorduri legale - buna organizare și funcționare a rețelei fiind lăsată la latitudinea acestora.

## Avantaje și dezavantaje
Rețelele de cartier s-au dezvoltat extrem de mult din cauza unor avantaje - în primul rând prețul extrem de bun comparat cu cel al providerilor tradiționali, în special în perioada 1999-2004, apoi disponibilitatea - multe rețele de bloc fiind construite inițial de grupuri de prieteni pentru a se putea găsi o soluție de acces broadband (singura altă variantă fiind dial-up-ul). În continuare, prețurile oferite de rețelele de cartier sunt cu 10-15% sub ale providerilor mari.
Un alt avantaj considerabil este accesul de mare viteză la resursele din rețeaua locală și din rețelele partenere - ducând la o abundență de servere de file sharing și jocuri, și la formarea unor comunități strânse de utilizatori. La acest lucru contribuie și numărul relativ mic de abonați. Disponibilitatea de resurse în interiorul rețelei, și vitezele ridicate disponibile în rețea oferă un alt avantaj față de ISP-urile tradiționale, care oferă aceleași viteze maxime indiferent de locația resursei. 
Dezavantajele principale sunt viteza redusă și variabilă în Internet, mai ales la navigarea pe web (viteza oferită de providerii mari este de obicei mai ridicată, iar o parte din providerii mari oferă facilități de burst, shaping și cache pentru a grăbi navigarea propriu-zisă în detrimentul downloadului, lucru pe care rețelele de bloc, în general, nu îl fac, făcând navigarea pe web mai greoaie), instabilitatea (mai ales în cazul rețelelor mici), și, în unele cazuri, lipsa de echipamente profesionale, ducând la downtime ridicat, și chiar la probleme la nivelul utilizatorilor. În plus, o mare parte din rețele nu oferă servicii de firewall și anti-virus la nivel de server, lăsând întreaga grijă la nivelul utilizatorilor. Unele rețele de bloc nu oferă adrese IP publice, prevenind accesul utilizatorilor la anumite servicii.

## Statistici
Conform siteului www.retele.net actual  in Romania exista 747 de retele cu 1.619.236 abonati.